# 馬昆奴斯·哥利亞
馬高斯·奥阿斯·哥利亞（葡萄牙語：Marcos Aoás Corrêa，1994年5月14日—），通常稱為馬昆奴斯（葡萄牙語：Marquinhos），是一名巴西職業足球員，現時效力法國甲組足球聯賽球會巴黎聖日耳曼并担任球队队长，同时为巴西國家足球隊的一员。司職中堅和防守中場。
馬昆奴斯於哥連泰斯開始其職業生涯，在贏得2012年南美自由盃後，他轉會至意大利甲組足球聯賽球會羅馬，轉會費為300萬歐元。馬昆奴斯效力的1年間成為球隊主力，並曾隨隊打進意大利盃決賽，可是決賽落敗無緣奪冠。2013年7月，他以3140萬歐元的價錢，轉投法國甲組足球聯賽球會巴黎聖日耳門，簽約5年，成為其中一位最高轉會費的20歲以下球員。他贏得12次冠軍，包括於加盟首3季連續贏得聯賽錦標。2014年，同胞來投後，馬昆奴斯上陣的機會減少。直至2016年路易斯離隊後，他重返球隊正選之列。
2013年，馬昆奴斯首次代表巴西國家足球隊上陣，並於2014年代表巴西 U20出戰2014年土倫盃國際足球邀請賽，並贏得當屆冠軍。他亦分別代表巴西參加了2015年美洲國家盃、百年美洲盃和2016年夏季奧林匹克運動會男子足球比賽，贏得一面奧運金牌。
2022卡達世界杯8強淘汰賽遇上克羅埃西亞，進行PK賽時踢失第四點，巴西國家隊因而淘汰出局。

## 球會生涯

### 哥連泰斯
2002年，馬昆奴斯8歲時加入哥連泰斯。2012年1月29日，在贏得洲際青年盃後，他於巴西聖保羅州聯賽對陣利倫斯的比賽中，被列入一線隊的大軍名單，但並沒有上陣，最終球隊以1比0小勝對手。2月18日，他在對陣聖卡坦奴的比賽中首次代表一線隊上陣，並打滿全場，協助球隊以1比0勝出。全季，馬昆奴斯為球隊上陣8場比賽，哥連泰斯最終排行聯賽榜首，但於季後賽八強階段被邦迪比達淘汰。
於洲聯賽賽季結束後，馬昆奴斯在2012年5月20日首次代表球隊於巴西足球甲級聯賽上陣，對手為富明尼斯，他打滿全場比賽，最終球隊作客以0比1落敗。雙方球隊皆因的賽程頻密，而於聯賽首戰收起部份主力。全個賽季，馬昆奴斯於巴西足球甲級聯賽上陣6次，而於2012年南美自由盃決賽對陣的比賽中，馬昆奴斯只任後備，並沒有上陣。

### 羅馬
2012年7月，馬昆奴斯轉會至意大利甲組足球聯賽球隊羅馬，轉會費為150萬歐元，當他為羅馬上陣8場45分鐘或以上的比賽後，其轉會費增加至300萬歐元。效力羅馬時期，為免和隊友馬昆奴的名字混淆，馬昆奴斯球衣上印上的名字為「Marcos」。
9月16日，馬昆奴斯在聯賽對陣博洛尼亞時首次代表球隊上陣，時任領隊斯德尼克·斯文於比賽最後15分鐘派遣他上陣，後備入替伊雲·皮利斯，但球隊最終主場仍以2比3落敗。10月時，斯文決定以馬昆奴斯和的組合出任正選中堅，把原來的正選放至後備。12月22日，他在對陣AC米蘭的比賽中，因破壞明顯的入球得分機會，被球證直接出示紅牌驅逐離場。
效力羅馬期間，馬昆奴斯在意甲聯賽上陣26場比賽，在意大利盃則上陣4場比賽，包括在5月26日以0比1不敵死敵拉素的決賽，在該場比賽，馬昆奴斯出任球隊的右閘。

### 巴黎聖日耳曼
2013年7月19日，馬昆奴斯以3,145萬歐元的轉會費與法甲球隊巴黎聖日耳曼簽下一份為期五年的合約。

## 個人生活
2020年9月，哥利亞感染2019冠狀病毒病。

## 生涯統計

### 球會
截至2017年9月6日
| 球會         | 賽季        | 聯賽               | 聯賽 | 聯賽 | 盃賽 | 盃賽 | 聯賽盃 | 聯賽盃 | 其他 | 其他 | 總計 | 總計 |
| 球會         | 賽季        | 聯賽               | 出場 | 入球 | 出場 | 入球 | 出場   | 入球   | 出場 | 入球 | 出場 | 入球 |
| ------------ | ----------- | ------------------ | ---- | ---- | ---- | ---- | ------ | ------ | ---- | ---- | ---- | ---- |
| 哥連泰斯     | 2012年      | 巴西足球甲級聯賽   | 6    | 0    | —    | —    | —      | —      | 8    | 0    | 14   | 0    |
| 羅馬         | 2012-13賽季 | 意大利甲組足球聯賽 | 26   | 0    | 4    | 0    | —      | —      | —    | —    | 30   | 0    |
| 巴黎聖日耳門 | 2013-14賽季 | 法國甲組足球聯賽   | 21   | 2    | 1    | 0    | 2      | 0      | 8    | 3    | 32   | 5    |
| 巴黎聖日耳門 | 2014-15賽季 | 法國甲組足球聯賽   | 25   | 2    | 5    | 0    | 4      | 0      | 8    | 0    | 42   | 2    |
| 巴黎聖日耳門 | 2015-16賽季 | 法國甲組足球聯賽   | 29   | 1    | 3    | 0    | 4      | 1      | 6    | 0    | 42   | 2    |
| 巴黎聖日耳門 | 2016-17賽季 | 法國甲組足球聯賽   | 27   | 3    | 4    | 1    | 2      | 0      | 8    | 0    | 41   | 4    |
| 巴黎聖日耳門 | 2017-18賽季 | 法國甲組足球聯賽   | 5    | 0    | 0    | 0    | 0      | 0      | 3    | 0    | 8    | 0    |
| 巴黎聖日耳門 | 總計        | 總計               | 107  | 8    | 11   | 1    | 10     | 1      | 37   | 3    | 163  | 13   |
| 生涯總計     | 生涯總計    | 生涯總計           | 139  | 8    | 15   | 1    | 10     | 1      | 37   | 3    | 207  | 13   |

1. ↑  於巴西聖保羅州聯賽上陣
2. ↑  於歐洲聯賽冠軍盃上陣
3. ↑  於2014年法國超級盃（英语：2014 Trophée des Champions）上陣1次，於歐洲聯賽冠軍盃上陣7次
4. ↑  於歐洲聯賽冠軍盃上陣
5. ↑  於歐洲聯賽冠軍盃上陣
6. ↑  於歐洲聯賽冠軍盃上陣

### 國家隊上陣次數
截至2017年9月6日
| 巴西國家足球隊 | 巴西國家足球隊 | 巴西國家足球隊 | 巴西國家足球隊 |
| 年份           | 出場           | 入球           |                |
| -------------- | -------------- | -------------- | -------------- |
| 2013           | 1              | 0              |                |
| 2014           | 3              | 0              |                |
| 2015           | 5              | 0              |                |
| 2016           | 8              | 0              |                |
| 2017           | 4              | 0              |                |
| 總計           | 21             | 0              |                |

## 榮譽

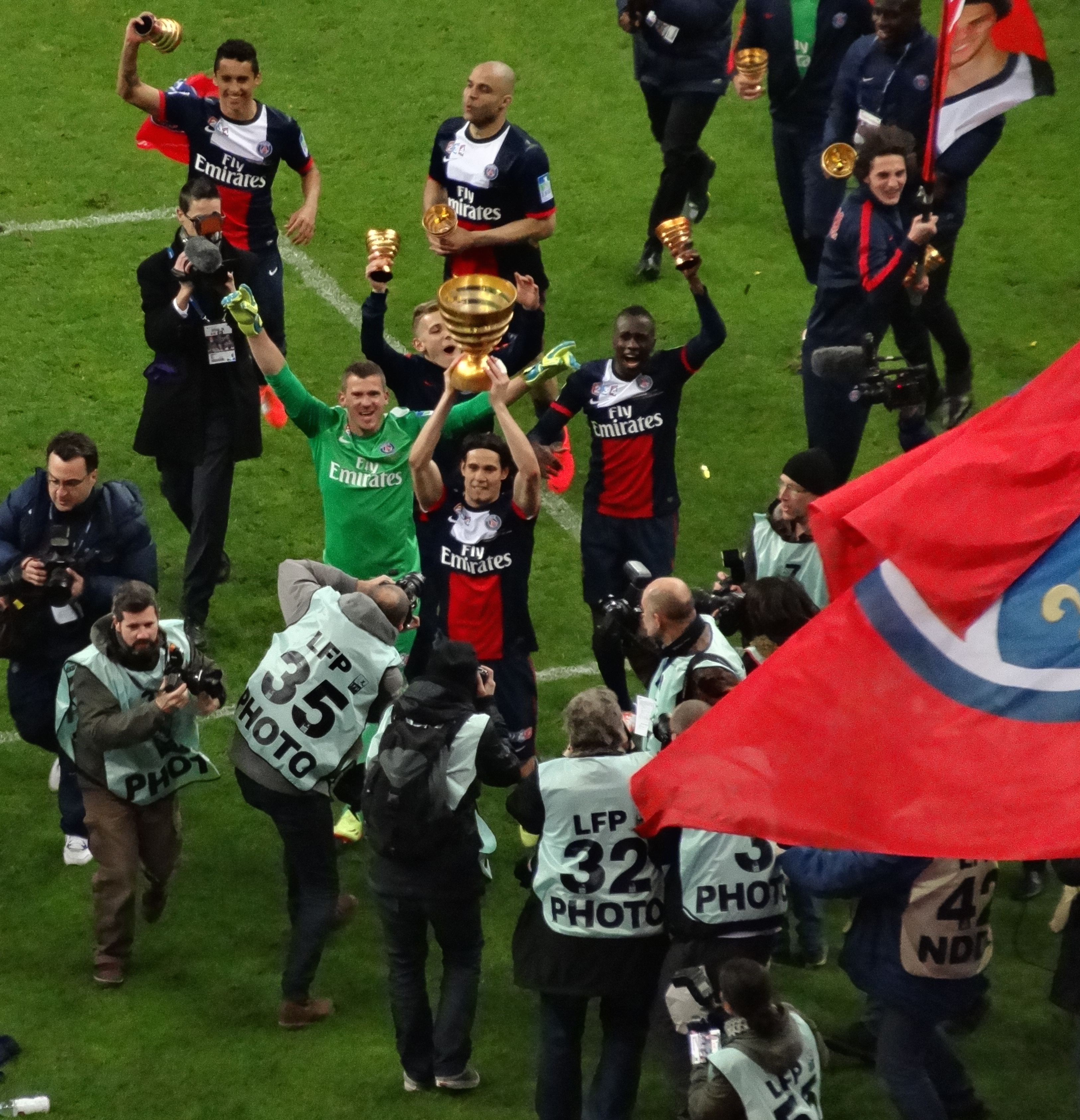
贏得2014年至2015年法國聯賽盃後的馬昆奴斯（左上）

### 俱乐部
哥連泰斯
- 冠軍：2012年

 罗马
- 意大利盃亞軍：2012-13賽季

 巴黎聖日耳門
- 法国足球甲级联赛：2013-14、2014-15、2015-16、2017-18、2018-19、2019-20、2021-22、2022-23、2023-24、2024-25
- 法國盃：2014-15、2015-16、2016-17、2017-18、2019-20、2020-21、2023-24、2024-25
- 法國聯賽盃：2013-14、2014-15、2015-16、2016-17、2017-18、2019-20
- 法國超級盃：2013、2014、2015、2016、2017、2018、2019、2020、2022、2023、2024
- 欧洲冠军联赛冠軍：2024-25

### 國家隊
巴西
- 夏季奥林匹克运动会：2016年
- 美洲杯：2019年

 巴西 U17
- 南美洲U-17足球錦標賽：2011年（英语：2011 South American Under-17 Football Championship）

 巴西 U20
- 土倫盃國際足球邀請賽：2014年（英语：2014 Toulon Tournament）

## 外部連結
- .   [2017-10-29]. （原始内容存档于2012-03-09）. （页面存档备份，存于）
- 馬昆奴斯 （页面存档备份，存于）於巴黎聖日耳門官方網站上的資料 （英文）
- 馬昆奴斯·哥利亞在 National-Football-Teams.com 上的出场纪录
- Soccerway資料庫：馬昆奴斯·哥利亞